# Milichiella argyrogaster
Milichiella argyrogaster är en tvåvingeart som först beskrevs av Jean Pierre Omer Anne Édouard Perris 1876.  Milichiella argyrogaster ingår i släktet Milichiella och familjen sprickflugor. Inga underarter finns listade i Catalogue of Life. Arten har ett utbredningsområde som täcker Europa och Ryssland.